# Dinamo Durrës
El Dinamo Durrës fue un equipo de fútbol de Albania que jugó en la Superliga de Albania, la primera división de fútbol en el país.

## Historia
Fue fundado en el año 1947 en la ciudad de Durrës como parte de la Sociedad Deportiva Dinamo luego de la ocupación soviética en Albania.
El club juega por primera vez en la Superliga de Albania en la temporada 1953 donde apenas salva la categoría al terminar en noveno lugar entre 10 equipos haciendo solo nueve puntos. En la siguiente temporada el club logra una leve mejoría al terminar en octavo lugar entre 14 equipos.
La temporada de 1955 fue la mejor temporada del club en primera división al terminar en sexto lugar entre 16 equipos, pero el club es disuelto debido a que la Sociedad Deportiva Dinamo decidió cerrar a varios equipos de los territorios soviéticos.
El club jugó tres temporadas en la Superliga de Albania donde jugó 70 partidos con 18 victorias, 24 empates y 28 derrotas, anotó 63 goles y recibió 98.